# Inwestor instytucjonalny
Inwestor instytucjonalny – podmiot zajmujący się zawodowo działalnością inwestycyjną, który powołano w celu dokonywania inwestycji kapitałowych w innych podmiotach gospodarczych. 
Inwestor instytucjonalny lokuje kapitał powierzony mu np. w formie depozytu czy składek ubezpieczeniowych w celu osiągnięcia zysku z inwestycji wyższego, niż z lokat czy obligacji. 
Największymi inwestorami instytucjonalnymi są fundusze emerytalne, instytucje ubezpieczeniowe, banki inwestycyjne i fundusze hedgingowe, które lokują środki swoich klientów w znajdujące się w publicznym obrocie akcje przedsiębiorstw.